# Obwód kamczacki (Imperium Rosyjskie)

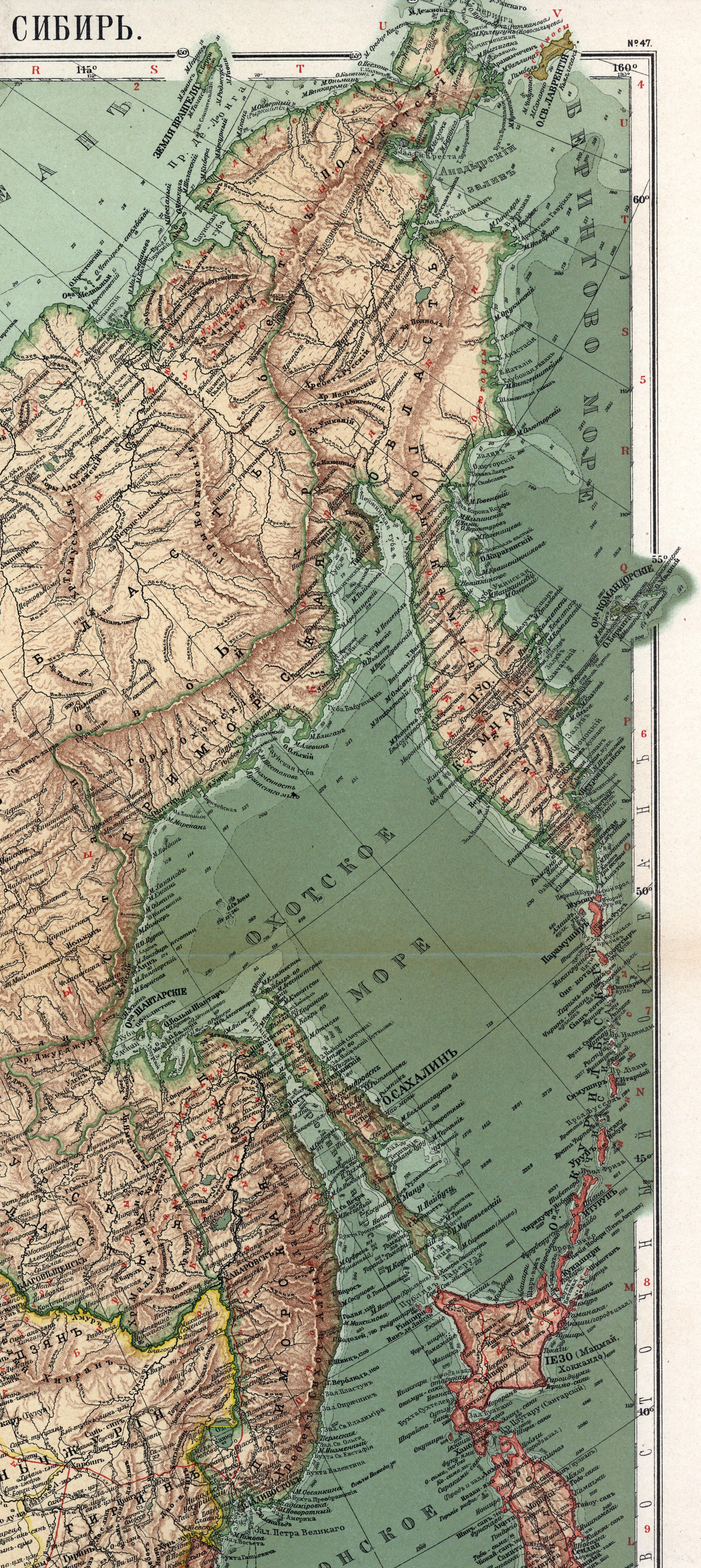
Obwód kamczacki w składzie obwodu nadmorskiego w latach 1856–1909

Obwód kamczacki (ros. Камчатская область) – jednostka administracyjna Imperium Rosyjskiego w Syberii wschodniej istniejąca w latach 1849–1856 i 1909–1920. Stolicą obwodu był Pietropawłowsk. W latach 1856–1909 jego terytorium wchodziło w skład obwodu nadmorskiego. Zlikwidowany w 1920.
W 1909 wydzielono ze składu  obwodu nadmorskiego okręgi pietropawłowski, ochocki, giżygiński, anadyrski i  komandorski, które utworzyły obwód kamczacki. Obwód obejmował wąski pas wybrzeża Syberii wschodniej z półwyspem Kamczatka. Od północy graniczył z Oceanem Arktycznym (od Zatoki Czauńskiej do Cieśniny Beringa), od zachodu z obwodem jakuckim, od wschodu z Oceanem Spokojnym (Morze Beringa i Morze Ochockie), od południa z  obwodem nadmorskim.
W kwietniu 1920, po pokonaniu przez Armię Czerwoną wojsk Białych admirała Aleksandra Kołczaka i zajęciu całej Syberii, obwód kamczacki został zlikwidowany jako samodzielna jednostka administracyjna. Włączono go do marionetkowej Republiki Dalekiego Wschodu, istniejącej do 1922, gdy została wcielona do RFSRR. Współcześnie (2013) na terytorium historycznego obwodu znajdują się: Kraj Kamczacki, Czukocki Okręg Autonomiczny, część Kraju Chabarowskiego i obwodu magadańskiego Federacji Rosyjskiej.